# Dystasia chassoti
Dystasia chassoti là một loài bọ cánh cứng trong họ Cerambycidae.